# 旭川明成高等学校
旭川明成高等学校（あさひかわめいせいこうとうがっこう、Asahikawa Meisei High School）は、北海道旭川市緑町14丁目にある私立高等学校。学校法人旭川宝田学園が運営している。

## 概要
- 生徒数は584人、教職員数は55人、事務職員数は6人である[1]。
- 女子校であった旭川女子高等商業学校が、1997年に共学に移行し、同時に学校名も変更された。前身校は「高等商業学校」という名称ではあったが、高校としての認可ではなく各種学校扱いであった。そのため同校を卒業しても高校卒業資格は得られず、大学受験をするためには高卒認定試験を受験する必要があった。一方で、北海道では公立高等学校、私立高等学校ともに一斉入試を実施していたため、公立にも私立にも合格しなかった生徒にとって同校の存在は3度目のチャンスが与えられたことになり、旭川のみならず北海道全体から多くの受験生を集めた。同校が私立高等学校に移行してからは隣の深川市にあるクラーク記念国際高等学校がその地位を受け継いでいる。当校としては高等学校認可による設置となったこの年を開校年としている。
- 地元での略称は「明成」。なお旭川女子高等商業学校時代は「女子商」と呼ばれていた。

## 沿革
- 1947年 - 「旭川タイピスト養成所」創設。
- 1965年 - 「旭川タイピスト学校」と改称。
- 1972年 - 「旭川女子高等商業学校」と改称。
- 1988年 - オーストラリアビクトリア州立バララット高校と姉妹校提携。
- 1989年 - 第1回短期留学実施。以後、姉妹校の交流深まる。
- 1992年 - 旭川市緑町14丁目新校舎完成移転。
- 1993年 - 創立45周年記念新校舎落成記念式典挙行。
- 1997年 - 各種学校から高等学校に格上げされ、旭川明成高等学校に改称。開校式並びに第1回入学式を挙行。
- 2003年 - 商業科募集停止。総合選択制普通科高校に改編。
- 2003年 - LANによる成績処理等システム稼働。
- 2003年 - 福祉実習室・図書情報センター設置。
- 2005年 - 調理教室・理科室改修。
- 2006年 - 総合グラウンド購入。
- 2006年 - 学園創立60周年、開校10周年記念式典挙行。
- 2017年 - 総合学科高校に改編。

## 制服
制服は男女ともブレザーである。夏服は、白地で胸ポケットなしのポロシャツである。

## 著名な出身者
- 市川龍之介 - お笑い芸人（市原）

- 千葉隆広 - プロ野球選手（読売ジャイアンツ）
- 棒手大輔 - ミュージシャン（BOH）